# Franciszek Gajb
Franciszek Gajb (ur. 17 września 1937 w Poznaniu, zm. 20 października 2006 w Szczecinie) – polski pianista, pedagog muzyczny, profesor sztuk muzycznych.

## Życiorys
Urodził się 17 września 1937 roku w Poznaniu. Był synem Antoniego i Marii z domu Ulatowskiej. W roku 1945 wraz z rodziną przeniósł się do Myśliborza, gdzie zaczynał swoją edukację muzyczną pod opieką pani Janiny Janiszewskiej. W roku 1953 przenosi się na stałe do Szczecina. Tego samego roku dostaje się do średniej szkoły muzycznej, jego nauczycielką jest Małgorzata Doliwa-Dobrowolska. Szkołę kończy w roku 1958. Studia pianistyczne odbył w latach 1961-1966 w Państwowej Wyższej Szkole Muzycznej w Poznaniu (obecnie Akademia Muzyczna im. Ignacego Jana Paderewskiego w Poznaniu) w klasie prof. Gertrudy Konatkowskiej.

### Działalność artystyczna
W latach 1959–1961 pianista i korepetytor w Państwowej Operetce w Szczecinie. W latach 1966–1991 etatowy solista Filharmonii w Szczecinie. Brał udział w koncertach symfonicznych, a także dawał recitale fortepianowe. Dyrygentami orkiestr byli Stefan Marczyk, Walerian Pawłowski, Józef Wiłkomirski, Jan Szyrocki, Andrzej Bujakiewicz, Bernard Wojciechowski, Bohdan Jarmołowicz i inni. Często występował w duecie z prof. Waldemarem Andrzejewskim. Wykonywali utwory na dwa fortepiany Bacha, Bacewiczówny, Paulenca, Saint-Saëns, Lutosławskiego, Wiłkomirskiego. Akompaniował wielu śpiewaczkom i śpiewakom, m.in. Halinie Mickiewiczównie, Barbarze Zagórzance, Alinie Bolechowskiej, Jadwidze Dzikównie, Stefani Toczyskiej, Violettcie Villas, Ryszardowi Karczykowskiemu, Edmundowi Kossowskiemu, Paulosowi Raptisowi, Andrzejowi Bachledzie-Curusiowi, Andrzejowi Saciukowi. Jako kameralista koncertował z Wandą Wiłkomirską, Kazimierzem Wiłkomirskim, Kają Danczowską, Krzysztofem Jakowiczem, Romanem Sucheckim, Stefanem Kamasą, Stanisławem Firlejem, Elżbietą Dastych-Szwarc, Martą Ptaszyńską, Janem Waraczewskim oraz Bartłomiejem Niziołem. Grał w szczecińskich zespołach Classic Trio (w składzie:Franciszek Gajb fortepian, Kazimierz Czopko (1933-2015) skrzypce, Zbigniew Marszałek (1940) wiolonczela), Divertimento 
(w składzie:Franciszek Gajb fortepian, Tadeusz Wesołowski (1932-2005) flet, Lech Olejnik (1952-2018) fagot,  Rajmund Brążkiewicz (1932-2020) obój, Piotr Piechocki (1963) klarnet). Był pierwszym wykonawcom nowych utworów kompozytorów polskich: Jana Astriaba, Janusza Stalmierskiego, Floriana Dąbrowskiego, Franciszka Woźniaka, Józefa Wiłkomirskiego i Ryszarda Kwiatkowskiego. Uczestniczył w koncertach kompozytorskich takich kompozytorów jak Witold Lutosławski, Karlheinz Stockhausen, Jan Astriab, Andrzej Koszewski, Franciszek Woźniak. Koncertował w Berlinie, Pradze, Brnie, Burgas, Rydze, Wenecji, Kopenhadze, Amsterdamie i Hamburgu. Brał udział w Festiwalu Muzyki Współczesnej Poznańska Wiosna Muzyczna, Festiwalu Muzyki Organowej i Kameralnej w Kamieniu Pomorskim. Dokonał licznych nagrań dla Polskiego Radia i TVP z Poznańskim Zespołem Perkusyjnym, Szczecińskim Kwartetem Barokowym oraz zespołem Classic Trio.

### Działalność pedagogiczna
W latach 1980–2006 prowadził zajęcia dydaktyczne w zakresie nauki na fortepianie na wydziale instrumentalnym w Akademii Muzycznej im. Ignacego Jana Paderewskiego w Poznaniu, Filia w Szczecinie. Prodziekan wydziału instrumentalnego w latach 1980-90 oraz 2002-2006. Od 1993 prowadził klasę fortepianu na stanowisku profesora nadzwyczajnego. W latach 1966–2000 prowadził koncerty i audycje umuzykalniające na terenie Szczecina, Koszalina, Słupska, Lublina, Bydgoszczy, a także w placówkach szkolnych na terenie województwa zachodniopomorskiego. Za swoją działalność pedagogiczną i artystyczną nagradzany wieloma odznaczeniami i wyróżnieniami.
Zmarł 20 października 2006 roku w Szczecinie. Pochowany został 26 października na cmentarzu Centralnym w Szczecinie (kwatera 44).

## Upamiętnienie
- Podczas uroczystości 15 lecia szkoły muzycznej I st. w Myśliborzu 15 czerwca 2007 roku otworzono salę pamięci imieniem prof. Franciszka Gajba. W uroczystym otwarciu sali uczestniczyli m.in. żona Leokadia Gajb, wieloletni dyrektor szkoły Jan Myszak, grono pedagogiczne oraz uczniowie. W sali nr 201 odbywają się zajęcia klasy fortepianu.
- 19 października 2007 roku w pierwszą rocznicę śmierci, w auli szczecińskiej filii Akademii Muzycznej w Poznaniu odbył się koncert pamięci prof. Franciszka Gajba. W programie koncertu: J.S.Bach-Sonata e-moll, A.Tansman-Suita na fagot i fortepian, F. Liszt-Rapsodia Węgierska nr 10 E-dur, E.Ysane Sonata na Skrzypce solo nr 2 Obsesja. Wykonawcami byli: absolwentki Mirosława Białas, Karolina Stańczyk oraz koledzy i przyjaciele: prof. Henryk Tritt, Bogdan Szczerkowski, Bogumiła Lagun, Kazimierz Czopko i Zbigniew Marszałek. Koncert wspominkowy prowadził dr Mikołaj Szczęsny, poezję swoją i Henryka Banasiewicza czytała szczecińska poetka Barbara Teresa Dominiczak. W koncercie uczestniczyli uczniowie, przyjaciele oraz najbliższa rodzina.
- W roku 2009 powstała praca magisterska pt. Profesor Franciszek Gajb. Artysta i Pedagog Muzyczny. Pracę napisał absolwent Katedry Edukacji Artystycznej Uniwersytetu Szczecińskiego Miłosz Stolarek.